# 홍익당
홍익당은 2017년 4월 10일 설립된 대한민국의 정당이다. "기성 정치권의 적폐 청산, 양심 정권 창출"을 목표로 제시하고 있으며 기존 정당처럼 특정 이념이나 진영 논리가 아니라 국민에게 이로운 지, 해로운 지의 여부를 판단하는 정책을 제시하는 것이 특징이다.
설립자인 윤홍식은 철학자로, 2004년부터 인문학 교육을 목표로 하는 홍익학당을 운영해오다 2016년 대한민국 박근혜 정부에서 있었던 국정농단 사건에 대한 문제의식이 계기가 되어 홍익학당 회원들을 통해 거리에서 시민들의 서명을 받는 방식으로 5개 시, 도에서 각각 천 명, 도합 5천 명의 창당발기인을 모아 홍익당을 창당했다. 이듬해 4월 10일 설립된 뒤 유공자와 의인들에 대한 지원을 강화하고 민원 콜센터 설치, 고등학교 이하 학교에 양심노트를 보급하는 등의 공약을 제시하며 같은 해 대통령 선거에 출마했으나 낙선했다.
제19대 대통령 선거에 대표인 윤홍식이 후보로 출마하였으며, 홍익당 대표의 친동생인 윤형식 홍익학당 교육실장이 서울특별시의회 은평구 제3선거구에 기호 6번으로 출마하였으나 4명의 후보 중 4위를 기록하며 낙선하였다. 제21대 국회의원 선거에는 온라인 댓글을 통한 여론조작을 강력히 처벌하는 것과 국회의원에 대한 국민소환제, 소년법 폐지를 공약으로 두 명의 비례대표 후보가 출마하였다.

## 주요 선거 결과

### 대통령 선거
| 연도   | 선거  | 후보자 | 득표     | 득표율         | 결과 | 당락 |
| ------ | ----- | ------ | -------- | -------------- | ---- | ---- |
| 2017년 | 19대  | 윤홍식 | 18,543표 | \| \| 0.05% \| | 10위 | 낙선 |
|        | 0.05% |        |          |                |      |      |

### 국회의원 선거
|  | 0% |

|  | 0.08% |

|  | 0% |

|  | 0% |

|  | 0.04% |

|  | 0% |

### 지방선거
|  | 0% |

|  | 0% |

|  | 0% |

|  | 0% |